# Lydie Horálková
Lydie Horálková (rodným jménem Studničková, 16. února 1927 Kyjev – 7. června 2004 Nové Křečany) byla radiotelegrafistkou 2. československé samostatné paradesantní brigády v období druhé světové války.

## Život

### Před druhou světovou válkou
Narodila se v rodině legionáře z první světové války Jaroslava Studničky a Stefanidy rozené Jakubukové. V Kyjevě vychodila českou základní školu a nastoupila na školu střední. Tu z důvodu napadení Sovětského svazu nacistickým Německem v roce 1941 nedokončila.

### Druhá světová válka
Po napadení Sovětského svazu v červnu 1941 byla celá Lydiina rodina díky příslušnosti k Protektorátu Čechy a Morava internována NKVD v táboře v Orankách a následně v Bykově v Povolží. Zde Lydie Studničková pracovala jako pomocná síla na poště.
Lydiin otec Jaroslav Studnička se v létě roku 1942 přihlásil do vznikající československé jednotky v Buzuluku, kam jej v roce 1943 následoval i zbytek rodiny. Lydie Studničková zatajila svou neplnoletost a 4. ledna 1944 byla prezentována do jednotky a následně převelena ke vznikající 2. československé samostatné paradesantní brigádě. Stala se její nejmladší příslušnicí.
Absolvovala zde výcvik zbraňový, zdravotnický, telegrafický a paradesantní. Jako radistka se zúčastnila Karpatsko-dukelské operace. Dne 4. října 1944 byla společně s jednotkou vysazena na letišti Tri Duby na pomoc Slovenskému národnímu povstání a okamžitě nasazena do ústupových bojů na jihozápadních přístupech k Banské Bystrici. Po porážce povstání byla brigáda soustředěna v prostoru Donoval a přešla na partyzánský způsob boje. Lydie Studničková se stala příslušnicí skupiny Tarzan pod velením majora Františka Fišery. Používala krycí jména Marie Stančíková a Liduša Zacharová. Po přechodu fronty v únoru 1945 byla odeslána na zdokonalovací radiotelgrafický a poddůstojnický kurz do Kežmarku, kde ji zastihl konec války.

### Po druhé světové válce
Po skončení druhé světové války pracovala jako armádní spojovatelka na letišti Praha-Kbely. Zde ji dohnaly válečné útrapy a několik měsíců se musela léčit z chronického kataru průdušek. Od ledna 1946 sloužila v Praze v armádních spojích. Od února do září 1949 pracovala na vyřizování písemností ve styku s příslušníky armády a zastupitelských úřadů Sovětského svazu, od listopadu 1949 do jara 1950 pak na leteckém operačním středisku ve Kbelích.
Na rozkaz Alexeje Čepičky byla na jaře 1950 zbavena hodnosti a propuštěna z armády a každý den se musela hlásit na vojenské správě. Zůstala v domácnosti a roku 1960 jí byl přiznán plný invalidní důchod. V roce 1968 byla částečně a roku 1992 zcela rehabilitována.
Zemřela 7. června 2004 v Nových Křečanech ve Šluknovském výběžku.

## Rodina
Lydie Studničková se po nuceném odchodu z armády vdala za Antonína Horálka, v roce 1951 se manželům narodil syn Pavel.
Kromě Lydiiných rodičů se příslušníky 1. československého armádního sboru stali i její bratři Jindřich Studnička (stal se osobním řidičem Ludvíka Svobody) a Sergej Studnička (padl 20. září 1944 v Karpatech).

## Vyznamenání
- 1946 Československý válečný kříž 1939
- 1946 Řád Slovenského národního povstání II. stupně
- 1946 Československá medaile za zásluhy II. stupně
- 1946 Orden zasluge za narod III. stupně
- 1946 Medaile za vítězství nad Německem ve Velké vlastenecké válce 1941–1945
- 1968 Řád rudé hvězdy